# Asplenium wrightii
Asplenium wrightii là một loài thực vật có mạch trong họ Aspleniaceae. Loài này được Eaton ex Hook. miêu tả khoa học đầu tiên năm 1859-1860.